# 二七纪念塔

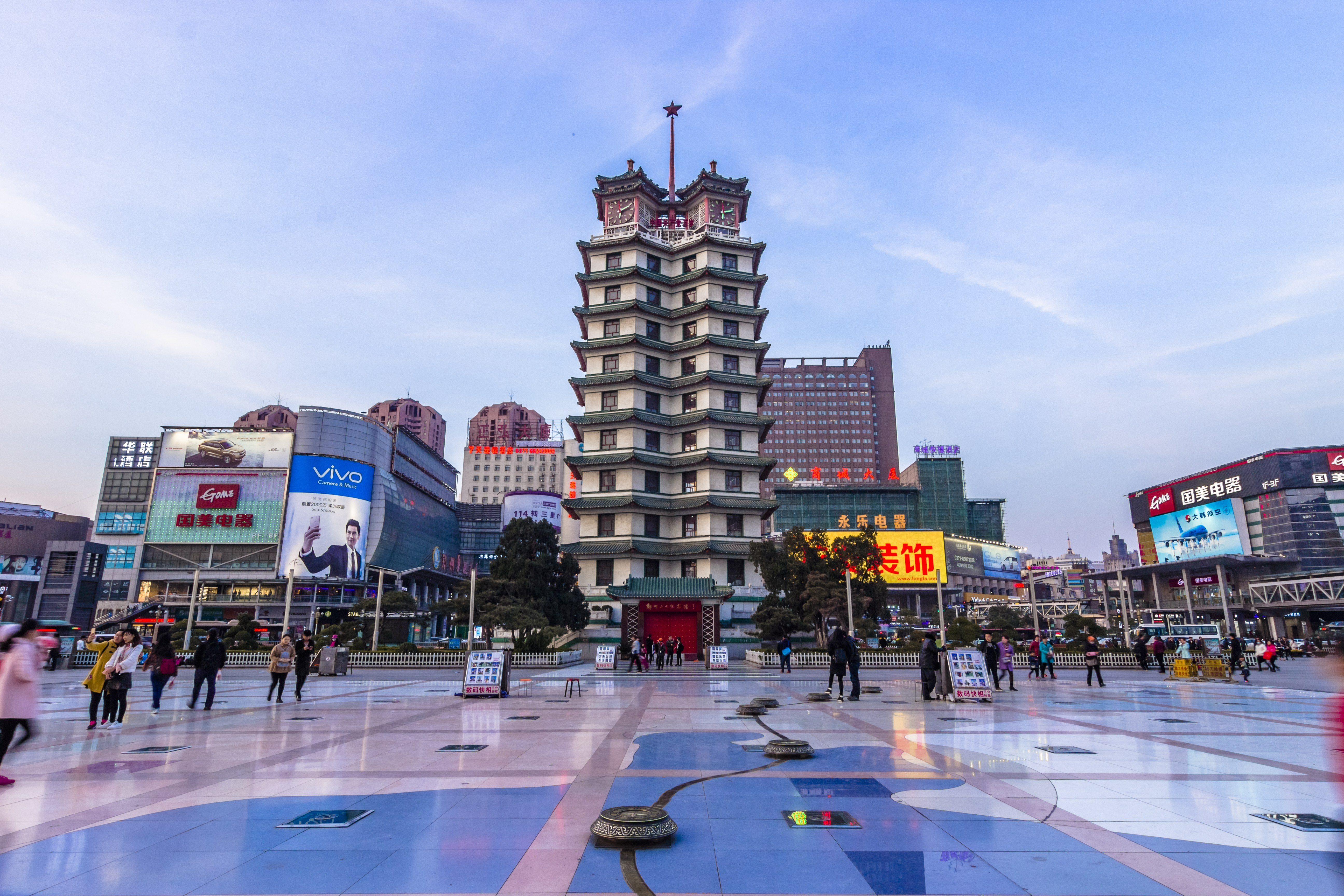
2017年3月的二七纪念塔

二七纪念塔，全称郑州二七大罢工纪念塔，位于中华人民共和国河南省郑州市中心的二七广场，是郑州市的标志性建筑，建成于1971年9月29日，为纪念发生于1923年2月7日的二七大罢工而修建。

## 设计与结构
二七纪念塔为钢筋混凝土结构，塔高63米，共14层。其中塔基座为3层，以汉白玉栏杆环绕，塔身为11层。每层顶角为仿古挑角飞檐，绿色琉璃瓦覆顶。塔顶建有钟楼，装有六面直径2.7米的大钟，整点报时，并演奏“东方红”的旋律。最高处为一颗玻璃制红色五角星，五角星下南北两侧分别为写有“中国共产党万岁”与“毛泽东思想万岁”口号的霓虹灯。塔平面为东西相连的两个五边形，从东西方向看为单塔，从南北方向看则为双塔。 塔内一边为旋梯，一边为展室，游人可登至塔顶，远眺市容。

## 历史
二七纪念塔所在位置为二七大罢工工人运动领袖汪胜友和司文德被害处。1951年，为纪念二七大罢工，该处被辟为二七广场。1953年在广场上兴建了一座21米高的六边形木塔。1971年夏天，木塔倒塌，随之启动重建工程，为目前的二七纪念塔。工程于1971年7月开工，同年9月竣工，并于10月1日开放。二七纪念塔落成时曾经是郑州的最高建筑。在八十年代以前，晴天登临塔顶，可以远眺一线黄河从邙山流过的景色。

## 未来规划
2020年5月17日，郑州市二七区发文表示“为突显二七塔庄严肃穆”，计划拆除二七塔南侧的20层建筑友谊大厦7-20层，保留1-6层。同时将规划建设约21000平方米的二七广场。